# José Emilio Roldán Pascual
José Emilio Roldán Pascual (Segovia, 19 de agosto de 1949) es un militar español, Teniente General al mando de la Unidad Militar de Emergencias desde 2008. El 26 de septiembre de 2012, cesó como Jefe de la Unidad Militar de Emergencias (UME), pasando a la situación militar de "reserva".
Ingresó en el ejército en julio de 1967. Ha estado destinado en el Estado Mayor de la Defensa y en la Guardia Real, y fue director del Gabinete Técnico del Jefe del Estado Mayor de la Defensa, Coronel Jefe del Regimiento de Artillería Antiaérea número 72, jefe Interino y jefe del Gabinete del jefe del Estado Mayor del Ejército de Tierra y desde 2005 a 2008 fue comandante general de Baleares.